# Idiobotanie
Idiobotanie is de slechts weinig gebruikte term voor het deel van de botanie, fytologie of plantkunde dat de studie is van de planten als individu, dat wil zeggen de planten op zich. Het idiobotanisch onderzoek betreft aan de eigenschappen van planten onder gecontroleerde omstandigheden zoals bij laboratoriumonderzoek en het onderzoek op proefvelden. 
De verschillende disciplines van de plantkunde kunnen wel gegroepeerd worden in idiobotanie en geobotanie. De idiobotanie bestudeert onder andere de morfologie, histologie, anatomie, cytologie, de fysiologie en de systematiek van organismen die kunnen worden aangeduid als planten. 
Tegenover idiobotanie staat de geobotanie, het onderdeel van de plantkunde dat zich bezig houdt met de studie van de planten in de vrije natuur, dus als onderdeel van de biosfeer. 

## Deelgebieden
Onder idiobotanie vallen onder andere plantensystematiek, morfologie en anatomie, plantenfysiologie en de bijzondere plantkunde.
Systematiek of biosystematiek van planten (plantensystematiek met taxonomie, fylogenie, floristiek en verspreidingsgebieden) is de studie van de verscheidenheid en het ontstaan van de soorten en de levenscycli van de planten, verklaart deze variatie en zorgt voor de naamgeving. Plantensystematiek steunt op veel andere disciplines binnen de biologie, zoals plantenmorfologie, plantenanatomie en plantengeografie.
Plantenmorfologie is de studie van de kenmerken en de bouw van planten, en probeert de verschillende bouwplannen te onderscheiden en te verklaren. De plantenanatomie en histologie (als onderdeel van de morfologie) bestuderen de inwendige bouw van de verschillende plantenweefsels, zoals de bouw van het blad, de stengel, de wortel, de bloem, de vrucht en het zaad. In de plantenanatomie bestudeert men de bouw en de structuur van de plant en zijn organen.
Plantenfysiologie is de studie van de levensverrichtingen van planten: assimilatie, ademhaling, voeding zoals parasitisme, symbiose en saprofitisme, kringloop van stoffen, de werking in een cel.
Bijzondere plantkunde omvat onder andere fycologie (de studie van algen zoals roodwieren, groenwieren bruinwieren en diatomeeën), bryologie (de studie van levermossen, 'echte' mossen en hauwmossen), lichenologie (de studie van korstmossen), mycologie (de studie van de schimmels) en pteridologie (de studie van varens en wolfsklauwen). 